# Konståret 2020
Konståret 2020 präglades av påverkan från COVID-19-pandemin och den globala Black Lives Matter-rörelsen.
Under det tidiga året försvann många konstutställningar och kulturhändelser på grund av restriktioner som infördes för att bekämpa spridningen av COVID-19. Många konstinstitutioner och gallerier stängdes, och konstnärer och andra kulturarbetare drabbades hårt av förlusten av inkomster.
Men även om pandemin hade en stor inverkan på konstvärlden, blev 2020 också ett år då Black Lives Matter-rörelsen fick stor uppmärksamhet och protester mot rasism och polisvåld spreds världen över. Detta fick också konsekvenser för konsten, då många konstnärer och curatorer använde sin plattform för att belysa och fördöma strukturell rasism. 
Trots de många utmaningarna som konstvärlden stod inför under 2020, visade det sig också vara ett år då många konstnärer och curatorer använde sin konst för att belysa och fördöma strukturell rasism och för att uppmärksamma de många problem som pandemin hade orsakat. Många konstinstitutioner och gallerier använde också teknologi som virtuella utställningar och online-visningar för att fortsätta att nå publiken, vilket visade sig vara en viktig strategi under den här tiden.

## Händelser
- Januari: Vincent van Goghs Självporträtt som sjuk (augusti 1889) från Nasjonalmuseet for kunst, arkitektur og design i Oslo verifieras av experter på Van Gogh-museet i Amsterdam som äkta.[7]
- 30 mars: Vincent van Goghs Prästgårdsträdgården i Neunen blir stulen från museet Singer Laren(en) dit den varit utlånad av Groninger Museum. Tavlan återfinns i september 2023.[8]

## Utställningar
- 12 februari till 31 maj - "Pier Paolo Pasolini: Subversive Prophet" vid Neuberger Museum of Art i Purchase, New York.[9]
- 4 mars till 5 juli- "Gerhard Richter: Painting After All" vid Met Breuer i New York City.[10]
- 5 mars till 4 april - "Kara Walker: Drawings" vid Sikekema Jenkins & Co. i New York City.[11]
- 7 mars till 1 juni - "Enchanted Worlds: Hokusai, Hiroshige and the Art of Edo Japan" vid Auckland Art Gallery i Auckland, Nya Zeeland.[12]
- 3 september till 8 oktober - "Louise Nevelson + James Little" på Rosenbaum Contemporary i Boca Raton, Florida.[13]
- 21 september till 9 maj 2021 - "Frank Stella's Stars", a Survey" på Aldrich Museum of Contemporary Art i Ridgefield, Connecticut.[14][15]
- 28 september till 12 oktober 2021 - Turner's Modern World på Tate Britain i London.[16]
- 30 september till 13 mars 2021- "Church & Rothko: Sublime" på Mnuchin gallery i New York City.[17]
- 18 oktober till 25 juli 2021 - "Writing the Future: Basquiat and the Hip-Hop Generation" vid Museum of Fine Arts, Boston i Boston, Massachusetts.[18]

- 23 oktober till 14 mars 2021 - "Andres Serrano: Infamous" på Fotografiska i New York City.[19]

- 3 December till 28 februari 2021- "Tracey Emin / Edvard Munch: The Loneliness of the Soul" vid Royal Academy of Arts i London.[20]

## Verk
- Banksy - Aachoo muralmålning på Vale Street i Totterdown, Bristol, England (lär vara Englands brantaste gata)[21]

- Jasper Johns tillsammans med Margaret Geller och Jéan Marc Togodgue - Slice[22][23]

- Jaume Plensa - Water's Soul

- Sarah Sze - Shorter Than the Day på LaGuardia Airport Terminal B i New York City.[24]

## Avlidna
- 2 januari - John Baldessari, 88, amerikansk bildkonstnär.
- 27 januari - Haakon Bjørklid, 94, norsk målare, illustratör, filmregissör, grafiker och författare.
- 24 mars - Albert Uderzo, 92, fransk serietecknare.
- 12 maj - Astrid Kirchherr, 81, tysk fotograf.